# Blizno (jezioro)
Blizno – jezioro położone w Puszczy Augustowskiej, w gminie Nowinka, w powiecie augustowskim, w woj. podlaskim.

## Charakterystyka
Jezioro Blizno leży na Równinie Augustowskiej. Zalicza się do jezior rynnowych. Ma kształt mocno wydłużony ze wschodu na zachód.
Na jeziorze znajdują się 3 wyspy o łącznej powierzchni ok. 4 ha. Linia brzegowa jest dobrze rozwinięta. Brzeg na ogół stromy i suchy z dość ubogą roślinnością. Dno opada stromo do głębokości 5–10 m, po czym staje się bardziej łagodne.
Otoczenie jeziora stanowią głównie lasy – ponad 60% zajmują bory sosnowe. Reszta to użytki rolne. Wokół jeziora są liczne dzikie, piaszczyste plaże i wąski pas litoralu nadające się do celów rekreacyjnych.
W południowo-zachodniej części zbiornika wypływa rzeka Blizna. Na wschodzie Blizno połączone jest poprzez niewielki ciek z jeziorem Blizienko. Na północnym brzegu położone są wsie Ateny i Walne, na wschodnim – Danowskie.
Jezioro zalicza się do zbiorników leszczowych. Zbiornik jest objęty strefą ciszy. W roku 2001 jezioro miało II klasę czystości i II klasę podatności na degradację.

## Geneza jeziora
Po wytopieniu lodowca powstała jedna duża rynna – dolina marginalna – ciągnąca się wzdłuż granicy lodu. Z biegiem czasu stawała się coraz płytsza (woda odpływała rzeką Blizną). Duży zbiornik uległ podziałowi na odrębne jeziora: Blizno, Blizienko, Kopanica i Tobołowo.